# 鶴岡慧子
鶴岡 慧子（つるおか けいこ、1988年10月9日 - ) は、日本の映画監督。

## 来歴・人物
長野県上田市出身。長野県上田高等学校を経て立教大学現代心理学部映像身体学科卒業。大学では万田邦敏監督に師事する。卒業制作の初長編映画『くじらのまち』が第34回PFF（ぴあフィルムフェスティバル）アワード2012グランプリとジェムストーン賞（日活賞）をW受賞する。
大学卒業後は東京芸術大学大学院映像研究科映画専攻監督領域に進み、黒沢清監督に師事する。1年目に撮った『はつ恋』が第32回バンクーバー国際映画祭でタイガー＆ドラゴン賞にノミネートされる。
第23回PFFスカラシップ作品『過ぐる日のやまねこ』で劇場デビューする。同作品は、第15回マラケシュ国際映画祭にノミネートされ審査員賞を受賞した。
2023年公開の『バカ塗りの娘』では「KINOTAYO現代日本映画祭」（フランス・パリで開催）で最高賞のソレイユ・ドール賞、第74回芸術選奨文部科学大臣新人賞を受賞した。

## 作品

### 映画
- くじらのまち（2012年）
- はつ恋（2013年）
- あの電燈（2014年）
- 過ぐる日のやまねこ（2014年）
- ともに担げば（2015年）
- うつろいの標本箱（2016年）[4]
- まく子（2019年）
- バカ塗りの娘（2023年）
- 道のただなか（2024年）

### WEBドラマ
- ラストキス（2015年10月16日・23日・30日、YouTube）

## 受賞
- ぴあフィルムフェスティバル グランプリ（2012年、「くじらのまち」）
- 第15回マラケシュ国際映画祭 コンペティション部門 審査員賞（2015年、「過ぐる日のやまねこ」）
- 第17回KINOTAYO現代日本映画祭ソレイユ・ドール（金の太陽賞）（2023年、「バカ塗りの娘」）[5]
- 第74回芸術選奨新人賞 映画部門（2024年、「バカ塗りの娘」）[6]